# Casas de Benítez
Casas de Benítez là một đô thị trong tỉnh Cuenca, cộng đồng tự trị Castile-La Mancha Tây Ban Nha. Đô thị này có diện tích là 46,74 ki-lô-mét vuông, dân số năm 2009 là 1052 người với mật độ 22,51 người/km². Đô thị này có cự ly 106 km so với tỉnh lỵ Cuenca.